# Дискография Kansas
В данной статье представлены дискографии американской рок-группы Kansas. Дискография американской рок-группы Kansas состоит из шестнадцати студийных альбомов, семи концертных альбомов, девяти сборников и двадцати девяти синглов. Образованная участниками Керри Ливгрен, Робби Стейнхардтом, Дейвом Хоупом, Филом Эхартом, Стивом Уолшем и Ричем Уильямсом, группа подписала контракт на запись с Kirshner Records в 1974 году. В том же году они выпустили свой дебютный альбом с одноимённым названием
После выпуска двух альбомов в 1975 году, в том числе Masque (который разошелся тиражом в полмиллиона копий в Соединенных Штатах), группа выпустила Leftoverture в октябре 1976 года. Альбом достиг 5-го места в Billboard 200 и породил сингл «Carry On Wayward Son», который занял 11-е место в Billboard Hot 100, в результате чего альбом разошелся тиражом более пяти миллионов копий в Соединенных Штатах. В следующем году их пятый альбом Point of Know Return был выпущен и сертифицирован Американской ассоциацией звукозаписывающей индустрии как четырёхкратно платиновый; он породил топ-10 синглов «Dust in the Wind». После выпуска концертного альбома Two for the Show в 1979 году был выпущен шестой студийный релиз группы Monolith, который породил два сингла. Audio-Visions был выпущен в 1980 году и получил золотой сертификат Американской ассоциации звукозаписывающей индустрии. Их восьмой студийный альбом Vinyl Confessions содержал сингл «Play the Game Tonight», который стал их первым синглом из Топ-20 в Billboard Hot 100 за четыре года; однако сам альбом продавался не очень хорошо. В конце концов, после выпуска девятого студийного альбома Drastic Measures в 1983 году, группа распалась.
Канзас снова реформировался в 1985 году и выпустил студийный альбом Power в 1986 году на лейбле MCA Records, чей сингл «All I Wanted» занял 19-е место в Billboard Hot 100 в том году. После выпуска ещё одного альбома в 1988 году группа воссоединилась семь лет спустя для альбома Freaks of Nature (1995) на Intersound Records. В 1998 году Always Never the Same был выпущен на лейбле River North Records, а затем где — то в другом месте в 2000 году на лейбле Magna Carta Records. Ещё один студийный альбом The Prelude Implicit появился в 2016 году.
По данным Ассоциации звукозаписывающей индустрии Америки, в Канзасе было продано 15,5 миллиона пластинок.

## Альбомы

### Студийные альбомы
| 1974                                       | Kansas - Дата релиза: 8 Март 1974 - Лейбл: Kirshner Records                     | 174 | —  | —  | —  | US: Gold        |
| 1975                                       | Song for America - Дата релиза: Февраль 1975 - Лейбл: Kirshner Records          | 57  | —  | —  | —  | US: Gold        |
| 1975                                       | Masque - Дата релиза: 20 Сентябрь 1975 - Лейбл: Kirshner Records                | 70  | —  | —  | —  | US: Gold        |
| 1976                                       | Leftoverture - Дата релиза: 21 Октябрь 1976 - Лейбл: Kirshner Records           | 5   | 68 | 2  | —  | US: 5× Platinum |
| 1977                                       | Point of Know Return - Дата релиза: 11 Октябрь 1977 - Лейбл: Kirshner Records   | 4   | 52 | 7  | —  | US: 4× Platinum |
| 1979                                       | Monolith - Дата релиза: Май 1979 - Лейбл: Kirshner Records                      | 10  | 69 | 18 | 27 | US: Gold        |
| 1980                                       | Audio-Visions - Дата релиза: Сентябрь 1980 - Лейбл: Kirshner Records            | 26  | —  | 96 | 35 | US: Gold        |
| 1982                                       | Vinyl Confessions - Дата релиза: Июнь 1982 - Лейбл: Epic/Kirshner Records       | 16  | —  | —  | —  |                 |
| 1983                                       | Drastic Measures - Дата релиза: Июль 1983 - Лейбл: Epic/Kirshner Records        | 41  | —  | —  | —  |                 |
| 1986                                       | Power - Дата релиза: 28 Ноябрь 1986 - Лейбл: MCA Records                        | 35  | —  | 93 | —  |                 |
| 1988                                       | In the Spirit of Things - Дата релиза: Октябрь 1988 - Лейбл: MCA Records        | 114 | —  | —  | —  |                 |
| 1995                                       | Freaks of Nature - Дата релиза: 29 Май 1995 - Лейбл: Magna Carta Records        | —   | —  | —  | —  |                 |
| 1998                                       | Always Never the Same - Дата релиза: 19 Май 1998 - Лейбл: Magna Carta Records   | —   | —  | —  | —  |                 |
| 2000                                       | Somewhere to Elsewhere - Дата релиза: 11 Июль 2000 - Лейбл: Magna Carta Records | —   | —  | —  | —  |                 |
| 2016                                       | The Prelude Implicit - Дата релиза: 23 Сентябрь 2016 - Лейбл: Inside Out Music  | 41  | —  | —  | 59 |                 |
| 2020                                       | The Absence of Presence - Дата релиза: 17 Июль 2020 - Лейбл: Inside Out Music   | —   | —  | —  | 51 |                 |
| «—» обозначает релизы, которые не в чартах |                                                                                 |     |    |    |    |                 |
| Источник:                                  |                                                                                 |     |    |    |    |                 |

### Концертные (Live) альбомы
| 1978                                       | Two for the Show - Дата релиза: Октябрь 1978 - Лейбл: Epic/Legacy Recordings                         | 32                            | 95 | 29 | US: Platinum |
| 1992                                       | Live at the Whisky - Дата релиза: 7 Июль 1992 - Лейбл: Intersound Records                            | —                             | —  | —  |              |
| 1998                                       | King Biscuit Flower Hour Presents Kansas - Дата релиза: 20 Октябрь 1998 - Лейбл: King Biscuit Flower | —                             | —  | —  |              |
| 2001                                       | Dust in the Wind - Дата релиза: 2001 - Лейбл: Disky Communications Europe                            | —                             | —  | —  |              |
| 2002                                       | Device — Voice — Drum - Дата релиза: 8 Октябрь 2002 - Лейбл: JVC Victor                              | —                             | —  | —  |              |
| 2009                                       | There’s Know Place Like Home - Дата релиза: 13 Октябрь 2009 - Лейбл: InsideOut Music                 | —                             | —  | —  |              |
| 2017                                       | Leftoverture: Live and Beyond - Дата релиза: 3 Ноябрь 2017 - Лейбл: InsideOut Music                  | 20 (место в продаже)          | —  | —  |              |
| 2021                                       | Point of Know Return: Live and Beyond - Дата релиза: 28 Май 2021 - Лейбл: InsideOut Music            | 53 (текущее место в продажах) | —  | —  |              |
| «—» обозначает релизы, которые не в чартах | |                               |    |    |              |

### Сборники
| 1984                                    | The Best of Kansas - Дата релиза: 31 Июль 1984 - Лейбл: CBS Records                      | 154 | 86 | US: 4× Platinum |
| 1992                                    | Carry On - Дата релиза: 1992 - Лейбл: Sony BMG                                           | —   | —  |                 |
| 1994                                    | The Kansas Boxed Set - Дата релиза: 12 Июль 1994 - Лейбл: Epic/Legacy Recordings         | —   | —  |                 |
| 2002                                    | The Ultimate Kansas - Дата релиза: 2 Июль 2002 - Лейбл: Epic/Legacy Recordings           | —   | —  |                 |
| 2004                                    | Sail On: The 30th Anniversary Collection - Дата релиза: 31 Август 2004 - Лейбл: Sony BMG | —   | —  |                 |
| 2005                                    | On the Other Side - Дата релиза: 2005 - Лейбл: Sony BMG                                  | —   | —  |                 |
| 2006                                    | Works in Progress - Дата релиза: 23 Май 2006 - Лейбл: Comependia Records                 | —   | —  |                 |
| 2008                                    | Playlist: The Very Best of Kansas - Дата релиза: 29 Апрель 2008 - Лейбл: Sony Legacy     | —   | —  |                 |
| 2015                                    | Miracles Out of Nowhere - Дата релиза: Март 2015 - Лейбл: Epic, Legacy Recordings        | 68  | —  |                 |
| «—» denotes releases that did not chart |                                                                                          |     |    |                 |

### Синглы
| Год  | Песня                                     | US Hot 100                              | US Mainstream Rock | US Adult Contemporary | Альбом                  |
| ---- | ----------------------------------------- | --------------------------------------- | ------------------ | --------------------- | ----------------------- |
| 1974 | «Can I Tell You»                          | —                                       | —                  | —                     | Kansas                  |
| 1975 | «Bringing It Back»                        | —                                       | —                  | —                     | Kansas                  |
| 1975 | «Song For America» (radio edit)           | —                                       | —                  | —                     | Song for America        |
| 1976 | «It Takes A Woman’s Love (To Make A Man)» | —                                       | —                  | —                     | Masque                  |
| 1976 | «Carry On Wayward Son»                    | #11 (certified Gold single)             | —                  | —                     | Leftoverture            |
| 1977 | «What’s On My Mind»                       | —                                       | —                  | —                     | Leftoverture            |
| 1977 | «Point of Know Return»                    | #28                                     | —                  | —                     | Point of Know Return    |
| 1978 | «Dust in the Wind»                        | #6 (certified Gold single and download) | —                  | #6                    | Point of Know Return    |
| 1978 | «Portrait (He Knew)»                      | #64                                     | —                  | —                     | Point of Know Return    |
| 1979 | «Lonely Wind»                             | #60                                     | —                  | —                     | Two for the Show        |
| 1979 | «People Of The South Wind»                | #23                                     | —                  | —                     | Monolith                |
| 1979 | «Reason To Be»                            | #52                                     | —                  | —                     | Monolith                |
| 1980 | «Hold On»                                 | #40                                     | —                  | —                     | Audio-Visions           |
| 1980 | «Got To Rock On»                          | #76                                     | —                  | —                     | Audio-Visions           |
| 1982 | «Play The Game Tonight»                   | #17                                     | #4                 | —                     | Vinyl Confessions       |
| 1982 | «Right Away»                              | #73                                     | #33                | —                     | Vinyl Confessions       |
| 1982 | «Chasing Shadows»                         | —                                       | #54                | —                     | Vinyl Confessions       |
| 1983 | «Fight Fire With Fire»                    | #58                                     | #3                 | —                     | Drastic Measures        |
| 1983 | «Everybody’s My Friend»                   | —                                       | #34                | —                     | Drastic Measures        |
| 1984 | «Perfect Lover»                           | —                                       | #54                | —                     | The Best of Kansas      |
| 1986 | «All I Wanted»                            | #19                                     | #10                | #14                   | Power                   |
| 1987 | «Power»                                   | #84                                     | #38                | —                     | Power                   |
| 1987 | «Can’t Cry Anymore»                       | —                                       | —                  | —                     | Power                   |
| 1988 | «Stand Beside Me»                         | —                                       | #13                | —                     | In the Spirit of Things |
| 1995 | «Desperate Times»                         | —                                       | —                  | —                     | Freaks of Nature        |
| 1995 | «Hope Once Again» (radio edit)            | —                                       | —                  | —                     | Freaks of Nature        |

### Видеоальбомы
- 1982 — Best Of Kansas Live (Sony, MTV Music Television)
- 1984 — Live (Palace Video/Polygram Music Video)

## Другие участия в альбомах
| Год  | Песня       | Альбом                |
| ---- | ----------- | --------------------- |
| 2001 | «The Light» | Sounds Like Christmas |